# Aaron Staton
Aaron Staton (n. 10 august 1980, Huntington⁠(d), Virginia de Vest, SUA) este un actor american. Este cunoscut pentru rolul din serialul, Mad Men, difuzat de AMC unde îl interpretează pe Ken Cosgrove și pentru rolul său ca, Cole Phelps, în jocul video L.A. Noire.